# Concert per a violoncel (Elgar)
El Concert per a violoncel en mi menor, op. 85, fou l'últim treball notable d'Edward Elgar, i és una pedra angular del repertori de solo de violoncel.

## Història

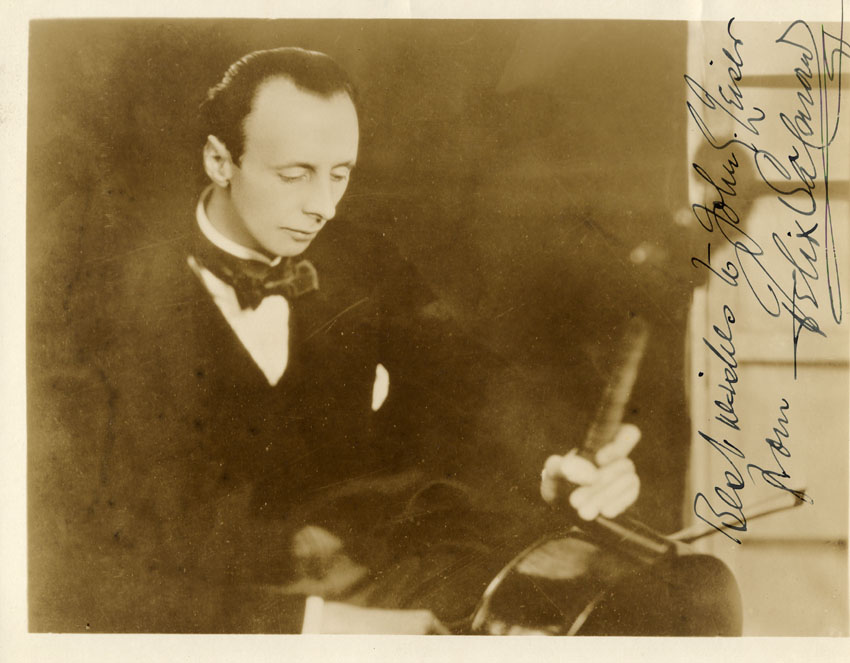
Felix Salmond, el primer intèrpret del concert

La peça fou composta durant l'estiu de 1919 a la casa de camp d'Elgar anomenada «Brinkwells», prop de Fittleworth, a Sussex, on durant els anys previs havia sentit el so de l'artilleria de la Primera Guerra Mundial, que retrunyia de nits a través del canal de la Mànega des de França. El 1918, Elgar se sotmeté a una operació d'amígdales a Londres, operació perillosa en aquell temps per a un home de 61 anys. En recobrar el coneixement després de la sedació, demanà llapis i paper, i escrigué la melodia que es convertiria en el primer tema del concert. Ell i la seva muller aviat es retiraren a la casa de camp en un intent de recuperar-se dels problemes de salut, on escrigué el seu testament musical, el concert per a violoncel i tot el corpus cambrístic (la sonata per a violí, el quartet de corda i el quintet amb piano).
A l'estrena, el 27 d'octubre de 1919, al Queen's Hall de Londres, el concert fou interpretat per Felix Salmond, amb l'Orquestra Simfònica de Londres dirigida pel compositor. Albert Coates, el director titular de la Simfònica de Londres, dirigí la resta del programa.

## Moviments
El concert està instrumentat per a violoncel, 2 flautes, 2 oboès, 2 clarinets, 2 fagots, 4 trompes, 2 trompetes, 3 trombons, tuba, timbales, i cordes.
El treball té quatre moviments:
1. Adagio — Moderato (aprox. 8.00)
2. Lento — Allegro molto (aprox. 4.30)
3. Adagio (aprox. 4.50)
4. Allegro — Moderato — Allegro, ma non troppo — Poco più lento — Adagio. (aprox. 11.30)

La peça representava, per a Elgar, l'angoixa, la desesperació, i la desil·lusió que sentia després de la Guerra, i una introspectiva visió de la mort. Representa un canvi significatiu en el seu estil, car molts dels seus treballs previs tenien un estil noble i jovial, inspirat per la forma de vida anglesa i pel renaixement de l'art europeu a la preguerra.
Els quatre moviments són plens d'emoció, però d'una manera concreta i original. La utilització de recursos simfònics grandiloqüents no hi són gaire freqüents, al llarg de l'obra. El sentiment que vol expressar en molts fragments no és d'apassionament, sinó d'una emoció interior i controlada.

## Enregistraments

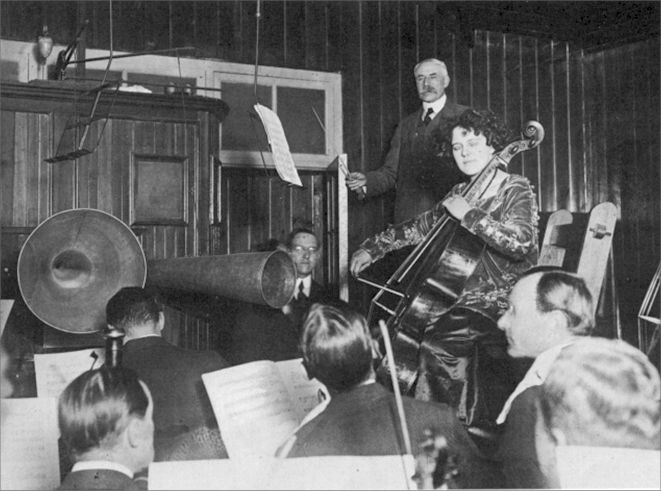
Elgar i Beatrice Harrison fent la primera gravació (abreujada) del concert (1920). Cal fixar-se en les trompetes d’enregistrament acústic. Harrison faria la primera gravació completa l’any 1928

L’estrena de l’octubre de 1919 va ser un desastre perquè Elgar i els intèrprets no havien tingut prou temps per assajar. Elgar va fer dues gravacions de l’obra amb Beatrice Harrison com a solista. Des de llavors, violoncel·listes destacats com Pau Casals i altres han interpretat l’obra en concert i en estudi, però no va assolir una gran popularitat fins als anys 1960, quan una gravació de Jacqueline du Pré va captivar el públic i es va convertir en un èxit de vendes de la música clàssica. L'enregistrament de Du Pré de 1965 va ser amb John Barbirolli i l'Orquestra Simfònica de Londres, per a EMI. Diuen que el mateix Rostropóvitx el va eliminar del seu repertori després d'escoltar la versió de la famosa violoncel·lista.
L'enregistrament fet pel llavors president de l'Elgar Society, Julian Lloyd Webber, dirigit per Yehudi Menuhin, va guanyar el Premi de BRIT de 1987 al millor enregistrament clàssic britànic d'aquell any.